# Mundochthonius erosidens
Mundochthonius erosidens är en spindeldjursart som beskrevs av Chamberlin 1929. Mundochthonius erosidens ingår i släktet Mundochthonius och familjen käkklokrypare. Inga underarter finns listade i Catalogue of Life.